# Lac Khyargas
Le lac Khyargas ou Khyargas Nuur est un lac salé situé dans la province de Uvs dans l'ouest de la Mongolie. Il est situé dans le biome de la steppe désertique du bassin des Grands Lacs. Le lac est protégé par un parc national.

## photos

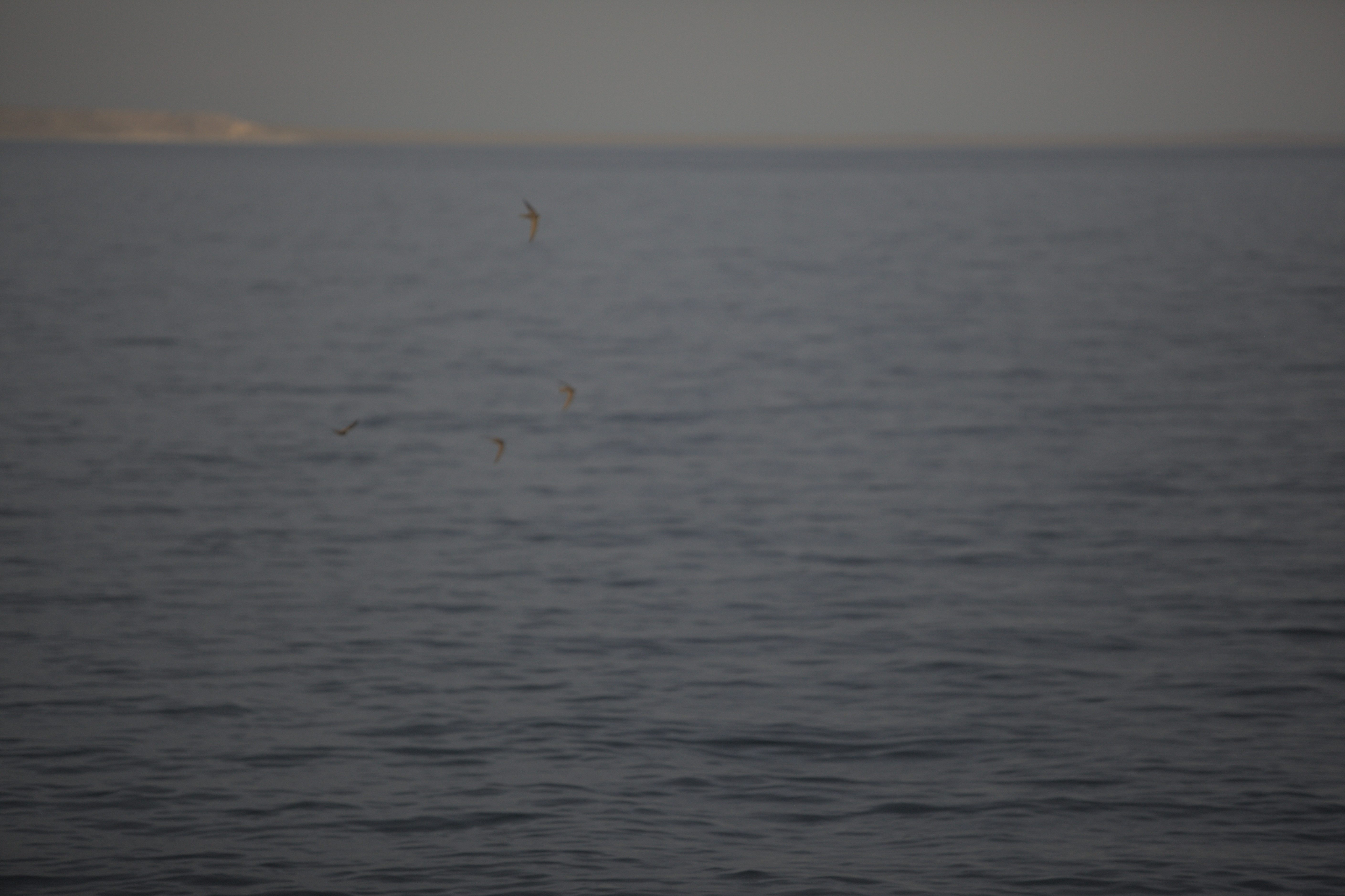
Lac Khyargas view from the shore
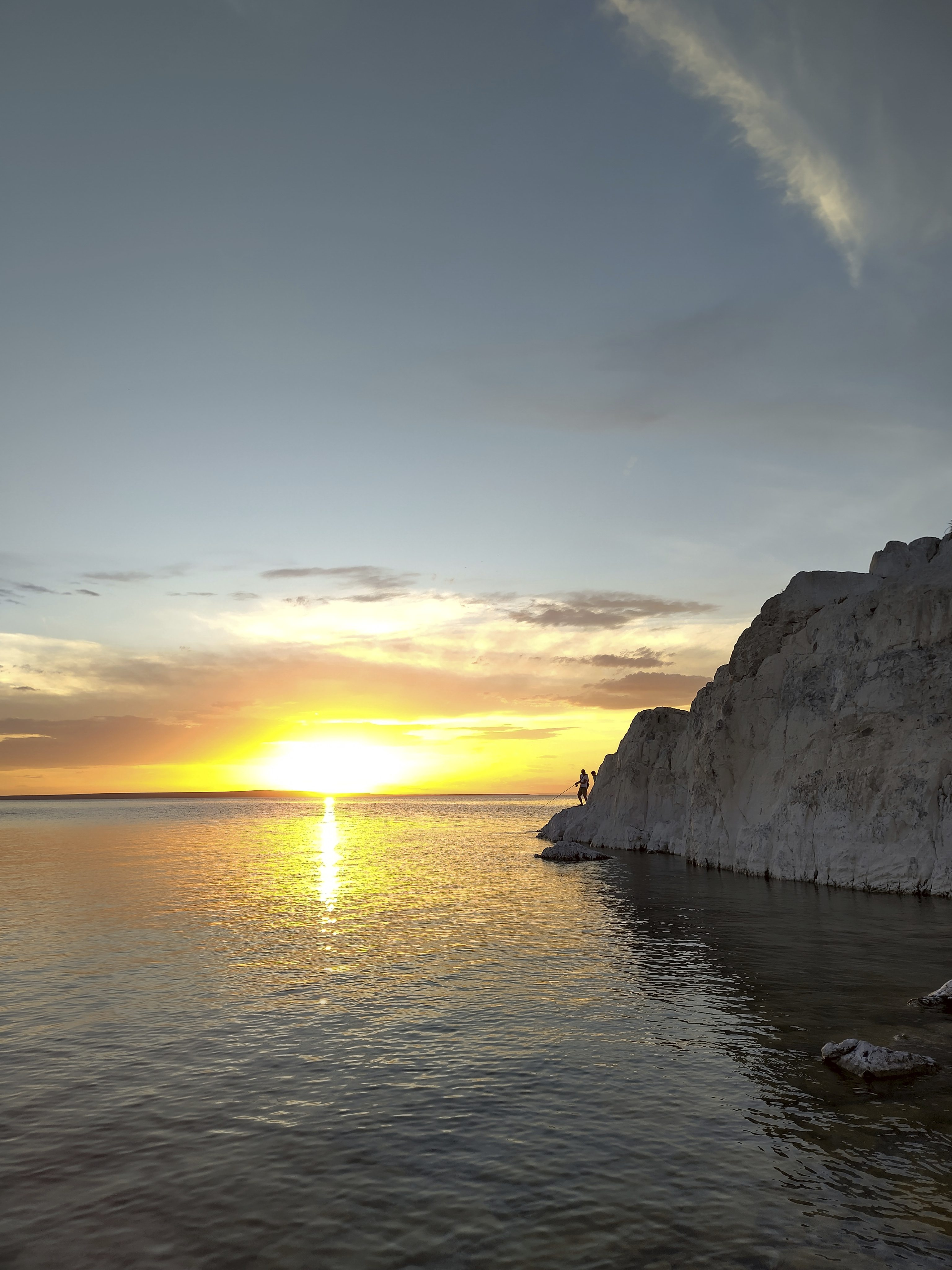
Lac Khyargas sunset on one of the beaches
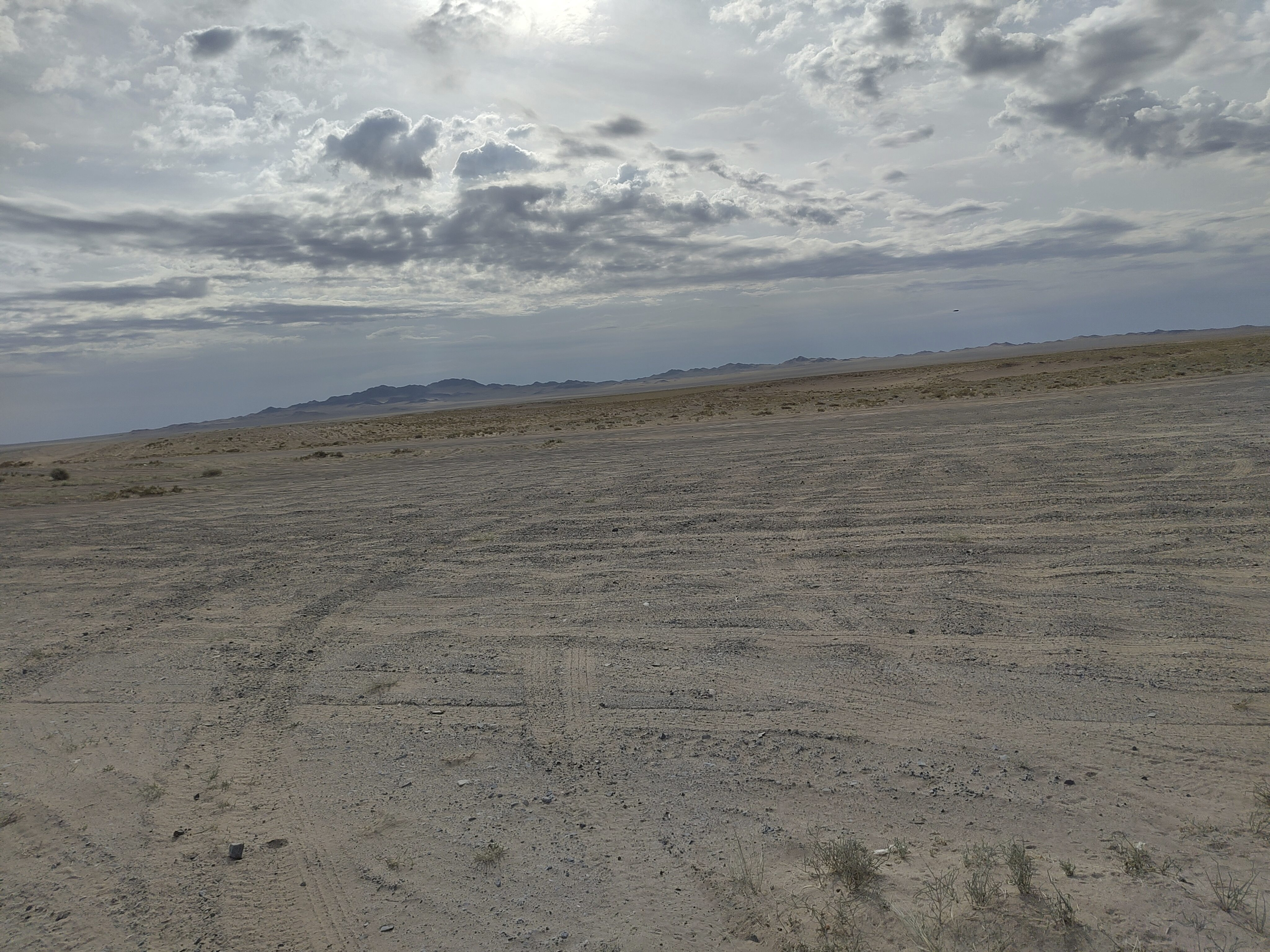
Lac Khyargas road going to the camp